# Neoplan N4009

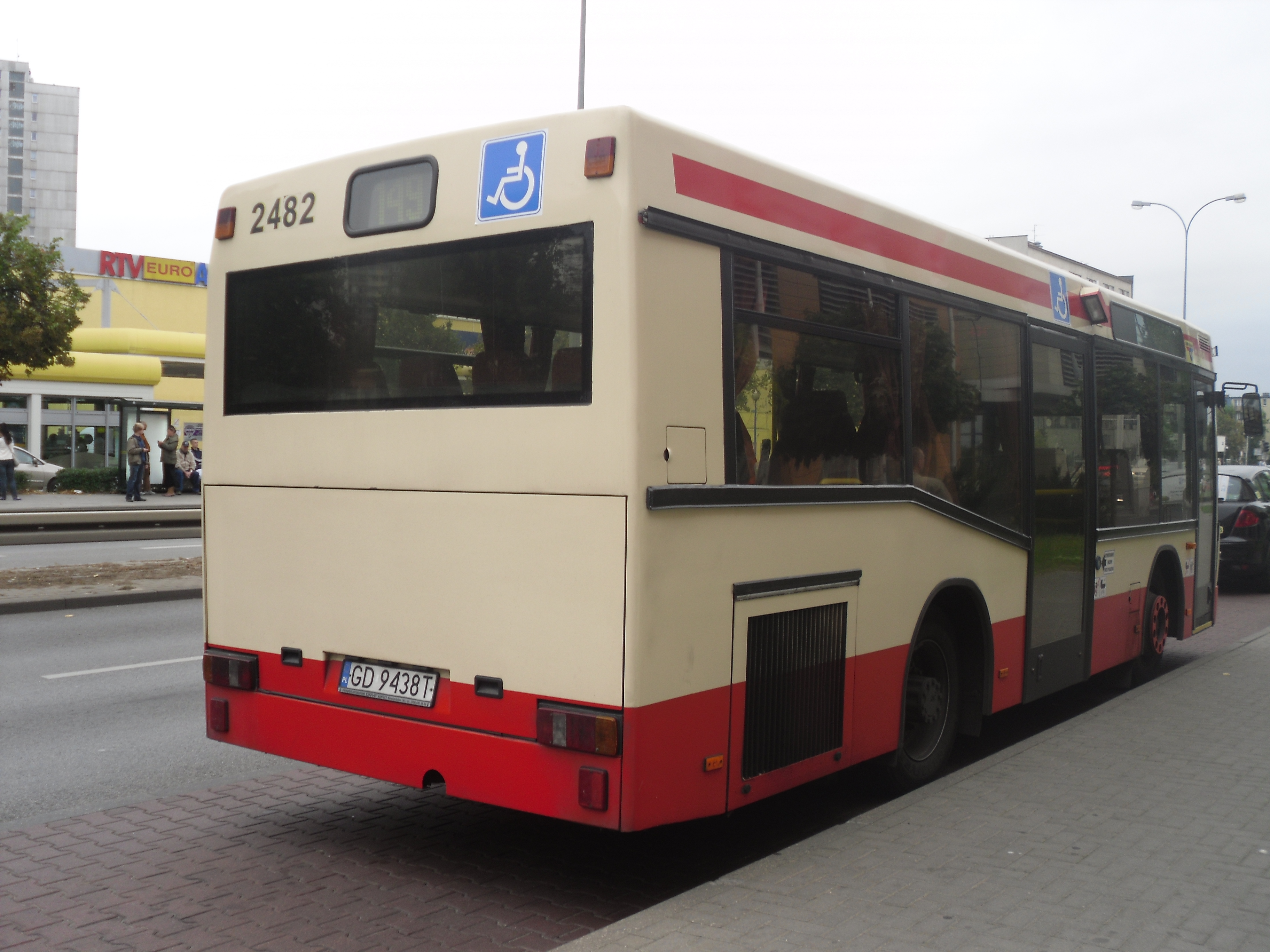
Neoplan N4009 w barwach gdańskiego ZTM, widok od tyłu

Neoplan N4009 – miejski autobus niskowejściowy, produkowany przez fabryki koncernu Gottlob Auwärter GmbH & Co. (producenta autobusów pod marką "Neoplan") oraz zakłady licencyjne. Przez zakłady niemieckie produkowany w latach 1988–1998 (kilkukrotnie modernizowany). W Polsce produkowany i sprzedawany w latach 1996–1999 przez Neoplan Polska.

## Dane techniczne N4009 (Neoplan Polska)
| Rodzaj              | Niskowejściowy |
| Rozstaw osi         | 4240 mm        |
| Masa własna         | 8040 kg        |
| Masa całkowita      | 12 800 kg      |
| Marka silnika       | MAN/DAF        |
| Usytuowanie silnika | Poziome        |
| Skrzynia biegów     | Voith/ZF       |
| ABS/ASR             | Tak/Tak        |

## Egzemplarze wyprodukowane i sprzedane w Polsce
Ogółem wyprodukowano w Neoplan Polska 37 sztuk modelu "N4009" w wersji midi. Wszystkie z nich sprzedano na rynku polskim. Trafiły one do: MPK Poznań – 22 szt., Starogardu Gdańskiego – 10 szt., po 2 szt. do Piły i Chodzieży (wszędzie do Miejskich Zakładów Komunikacyjnych), Wersję Mini wyprodukowano po 1 szt. do Warszawy (do obsługi PPL Warszawa-Okęcie) i Augustowa (Zakład Komunikacji Miejskiej "Necko").